# Atopotarus
Atopotarus — вимерлий рід ластоногих із середнього міоцену округу Лос-Анджелес, Каліфорнія. Це монотипний рід, єдиним відомим видом якого є Atopotarus courseni. Видова назва «courseni» приписується родині Курсен, яка виявила скам'янілість у 1952 році у своїй резиденції в Палос-Вердес; цей вид належить до вимерлої родини Desmatophocidae, ранньої лінії тюленоподібних ластоногих з північної частини Тихого океану.
Голотип LACM 1376 був виявлений у породах сланцевого порід Альтаміра формації Монтерей. Наразі він експонується в Музеї природної історії округу Лос-Анджелес (LACM).